# Sự biến Thổ Mộc bảo
Sự biến Thổ Mộc bảo, còn được gọi là Sự biến Thổ Mộc hay Sự biến năm Kỷ Tỵ, là một cuộc chiến trong lịch sử Trung Quốc xảy ra vào ngày 1 tháng 9 năm 1449 giữa nhà Minh và bộ tộc Ngõa Lạt Mông Cổ. Tuy sở hữu quân số áp đảo, quân đội nhà Minh đã hứng chịu thất bại thảm khốc trước lực lượng Mông Cổ do Dã Tiên chỉ huy. Trong trận chiến này, toàn bộ bộ chỉ huy quân Minh bị tiêu diệt hoặc bắt sống, trong đó có cả Minh Anh Tông, đương kim hoàng đế nhà Minh. 
Dưới sự thao túng của hoạn quan Vương Chấn, Minh Anh Tông quyết định thân chinh dẫn quân tiến về phía bắc để đối đầu với Dã Tiên, bất chấp những lời can ngăn từ các tướng lĩnh giàu kinh nghiệm. Quân Minh, với quân số lên tới 50 vạn, hành quân một cách thiếu chuẩn bị và bị phân tán lực lượng trong quá trình di chuyển. Khi đến gần Thổ Mộc Bảo, quân Minh rơi vào thế bất lợi do địa hình hẹp, thiếu nguồn nước và lương thực. 
Dã Tiên, nắm bắt được tình hình, đã sử dụng chiến thuật nghi binh, dẫn dụ quân Minh vào bẫy phục kích. Các đơn vị Mông Cổ linh hoạt và thiện chiến nhanh chóng bao vây quân Minh, cắt đứt đường rút lui của họ. Trong khi đó, Vương Chấn, người nắm quyền chỉ huy thực tế, tỏ ra thiếu quyết đoán và từ chối lời khuyên của các tướng lĩnh về việc tổ chức rút quân. Cuối cùng, quân Minh bị tấn công dồn dập, dẫn đến sự sụp đổ hoàn toàn.
Cuộc tấn công kết thúc với thiệt hại nặng nề cho nhà Minh: hàng vạn binh lính bị tiêu diệt, Minh Anh Tông bị bắt sống, và toàn bộ đội ngũ chỉ huy bị tiêu diệt hoặc đầu hàng. Sự thất bại này không chỉ là một thảm họa quân sự mà còn là một cú sốc lớn đối với triều đình nhà Minh, làm rung chuyển nền chính trị và quân sự của Trung Quốc trong nhiều năm sau đó. Đây được coi là một trong những thất bại quân sự lớn nhất trong 3 thế kỷ tồn tại của nhà Minh, đánh dấu sự thay đổi đáng kể về cán cân quyền lực ở biên giới phía Bắc Trung Quốc giữa triều đình Trung Hoa và các bộ lạc Mông Cổ.

## Bối cảnh

### Tình hình chính trị nhà Minh
Năm 1435, sau cái chết của Minh Tuyên Tông, Thái tử Chu Kỳ Trấn nối ngôi kế vị khi mới tám tuổi, tức Minh Anh Tông. Thái hoàng thái hậu Trương thị lựa chọn năm đại thần từ triều trước để phụ chính, gồm Anh quốc công Trương Phụ, Lễ bộ Thượng thư Hồ Dẫn, cùng ba vị đại thần được gọi chung là "Tam Dương" gồm Dương Sĩ Kỳ, Dương Vinh và Dương Phổ. Tuy nhiên, vị hoàng đế nhỏ tuổi không hứng thú với việc chính sự hay các buổi giảng chính trị của 5 vị đại thần, mà lại dành sự chú ý cho Vương Chấn, một hoạn quan thân cận trong Tư lễ giám. Trước khi tịnh thân để nhập cung, Vương Chấn từng đi dạy học, nên còn được gọi là "Vương tiên sinh." Với tính cách khôn khéo và khả năng quan sát, ông nhanh chóng chiếm được sự tin cậy của Minh Anh Tông nhờ thường xuyên sắp xếp các hoạt động như săn bắn, cưỡi ngựa và dạo chơi Tây Uyển.
Mặc dù có sự hậu thuẫn từ hoàng đế, Vương Chấn ban đầu không dám can thiệp công khai vào triều chính do uy tín và quyền lực của thái hoàng thái hậu Trương thị, người toàn tâm ủng hộ Tam Dương phụ chính. Giai đoạn đầu thời kỳ Chính Thống vì thế được đánh giá là tương đối ổn định, như Minh sử nhận xét: "Thiên hạ thanh bình, triều không thất chính." 
Tuy nhiên, sau khi Dương Vinh và thái hoàng thái hậu Trương thị lần lượt qua đời, Vương Chấn dần thâu tóm quyền lực, vượt mặt nội các, chiếm đoạt quyền hành triều đình. Hai đại thần còn lại trong Tam Dương, Dương Sĩ Kỳ và Dương Phổ, chỉ cố gắng giữ mình, không dám can gián quyết liệt cũng không hợp tác với Vương Chấn. Trương Phụ tuy là một viên tướng dày dạn kinh nghiệm, nhưng không am hiểu chính sự, trong khi Hồ Dẫn, dù giữ chức Lễ bộ Thượng thư, cũng không sở hữu thành tích nào nổi bật. Thậm chí, ông còn để mất con dấu bộ ba lần, bị hặc tội và giam cầm, nhưng được tha do phát hiện con dấu bị quan viên bộ trộm. Hai người này, vốn được coi là phụ chính đại thần, thực tế chỉ mang danh nghĩa. Đến năm Chính Thống thứ mười một, cả ba vị Tam Dương đều qua đời, nội các mất đi tiếng nói kiềm chế, Vương Chấn hoàn toàn thao túng quyền lực triều đình.

### Tình hình quân sự
Dưới thời Minh Anh Tông, nạn cướp đất của địa chủ phong kiến, thuế má nặng nề và thiên tai khiến nhiều nông dân mất đất, trở thành lưu dân và dẫn đến các cuộc khởi nghĩa lớn tại Phúc Kiến, Chiết Giang, Quảng Đông, Giang Tây và Quý Châu, với lực lượng lên đến hàng vạn người. Triều đình vừa đàn áp vừa chiêu an nhưng vẫn không thể dập tắt hoàn toàn, khiến quan quân kiệt quệ. Ở biên giới Tây Nam, loạn Lục Xuyên do cha con Tư Nhậm Phát gây ra kéo dài hơn mười năm. Mặc dù huy động 50 vạn quân, triều đình vẫn không thể tiêu diệt hoàn toàn lực lượng này, buộc phải thỏa hiệp lấy sông Kim Sa làm ranh giới. Chiến dịch làm tiêu hao nghiêm trọng quốc khố, khiến triều đình phải tăng thuế, làm trầm trọng thêm mâu thuẫn trong nước. Đồng thời, việc điều động quân đội xuống phía nam đã làm suy yếu phòng thủ phía bắc.
Ở biên giới phía Bắc, người Mông Cổ tuy đã rút về Mạc Bắc nhưng vẫn liên tục quấy nhiễu, đe dọa nghiêm trọng đến sự ổn định của triều đình. Minh Thái Tổ và Minh Thành Tổ đã nhiều lần thân chinh bắc phạt, gây tổn thất nặng nề cho lực lượng du mục Mông Cổ. Để củng cố biên phòng, triều đình thiết lập chín trọng trấn biên giới. Ban đầu, nguồn cung cấp cho các lực lượng trú đóng chủ yếu dựa vào quân đồn điền, đảm bảo tự cung tự cấp. Tuy nhiên, đến thời Minh Tuyên Tông, nạn chiếm đoạt đồn điền trở nên phổ biến. Tuần án Thiểm Tây khi đó, Trương Dụ, báo cáo rằng "phần lớn đồn điền ở Đại Đồng đã bị các hào phú chiếm giữ." Thiếu hụt quân lương buộc triều đình phải sử dụng ngân khố quốc gia để chu cấp, biến vấn đề quân lương thành bài toán nan giải suốt thời kỳ trung và hậu Minh. Mặc dù các tướng lĩnh nhiều lần phàn nàn về tình trạng thiếu thốn tài nguyên, triều đình vẫn không có biện pháp giải quyết cụ thể.
Vào các năm 1435 và 1438, các vệ ở vùng biên ải tuy đã được tăng cường lực lượng, nhưng tình hình tổng thể không có nhiều thay đổi. Trong nội địa, chỉ có một nửa trong tổng số 250 vạn binh lính được cho là thuộc về các đồn vệ sở thực sự làm nhiệm vụ. Đồn điền vốn của quân sĩ tự cày cấy nuôi nhau bị các võ quan cao cấp và các địa chủ lớn tại địa phương chiếm làm của riêng, thu nhập của đồn điền không đủ nuôi binh sĩ, khiến quân đội phải phụ thuộc vào nguồn lương thực thiếu thốn từ nội địa. Quân sĩ đào ngũ hàng loạt, tính đến năm 1448, bộ Binh báo cáo lên triều đình, tổng số quân sĩ bỏ trốn phải xóa tên lên tới 66 vạn người, điển hình tại một Bách hộ ở Sơn Đông, trong tổng số 120 quân lính bỏ trốn gần hết chỉ còn lại 1 người. Ngoài ra, vũ khí quân dụng cho quân đội nhà Minh vừa thiếu thốn, vừa kém chất lượng, lại bị hư hỏng và xuống cấp nghiêm trọng. Kết quả là chất lượng huấn luyện ngày càng suy giảm. Tại Bắc Kinh, quân vệ sở thỉnh thoảng mới được huy động để củng cố các vị trí phòng thủ, nhưng phần lớn thời gian họ lại được sử dụng để xây dựng cung điện, đền chùa và biệt phủ của các võ quan và hoạn quan cấp cao.
Hệ thống phòng thủ biên giới phía Bắc nhà Minh tập trung chủ yếu vào khu vực giữa Trung Quốc và thảo nguyên, do các tiền đồn tại vùng Nội Mông lúc bấy giờ đã bị bỏ hoang. Tuy nhiên, vào thời điểm này, hệ thống Vạn Lý Trường Thành chưa được xây dựng và biên giới chỉ được bảo vệ bởi các đội tuần tra giữa các pháo đài lớn. Hệ thống phòng thủ ở phía Đông  dựa vào 3 trọng trấn là Tuyên Phủ, Đại Đồng và Bắc Kinh. Riêng hệ thống thành quách xung quanh Bắc Kinh phải đến năm 1445 mới được hoàn thiện. Tại Tuyên Phủ, lực lượng vệ sở bao gồm 9 vạn quân, trong đó 3,5 vạn sẵn sàng chiến đấu và 5,5 vạn đang được huấn luyện. Ngoài ra, còn có 25.000 kỵ binh, 9.000 loại hỏa khí khác nhau và 9 vạn hỏa thương cầm tay. Đại Đồng có lực lượng kỵ binh mạnh hơn với 3,5 vạn kỵ binh, được hỗ trợ bởi 16 vạn quân đóng ở Bắc Kinh. Lực lượng dự bị bao gồm các vệ khác ở vùng đông bắc Trung Quốc, cụ thể ở Bắc Trực Lệ, Sơn Đông và Hà Nam. Các đội tuần tra biên giới được triển khai nhằm mục đích cầm chân kẻ địch cho đến khi quân chủ lực kịp thời ứng cứu. Tuy nhiên, quãng đường từ Tuyên Phủ đến Bắc Kinh chỉ dài khoảng 180 km, hệ thống phòng thủ này thiếu sự phân tầng và hoàn toàn phụ thuộc vào khả năng phản ứng nhanh nhạy và quyết đoán của bộ chỉ huy quân Minh.

### Xung đột ngoại giao
Người Mông Cổ được chia thành ba nhóm chính: Ngột Lương Cáp (Uriankhai) ở phía đông nam, Thát Đát (Tatar) ở phía đông và Ngõa Lạt (Oirat) ở phía tây. Năm 1434, thủ lĩnh người Thát Đát, A Lỗ Đài, bị người Ngõa Lạt đánh bại, buộc phải quy phục. Nhằm khống chế triều đình Bắc Nguyên, thủ lĩnh của Ngõa Lạt, Thoát Hoan (Toghon), đã gả con gái cho khả hãn bù nhìn là Thoát Thoát Bất Hoa (Toghtoa Bukha). Sau khi Thoát Hoan qua đời vào năm 1440, con trai ông là Dã Tiên (Esen) kế thừa tước hiệu Thái sư và thống trị toàn bộ Mông Cổ. Nhận thấy nhà Minh ngày càng suy yếu, Dã Tiên bắt đầu nuôi tham vọng tiến xuống Trung Nguyên, khôi phục vinh quang của triều Nguyên ngày trước.
Năm 1442, nhân lúc quân Minh sa lầy vào cuộc chiến ở Vân Nam, Dã Tiên mang quân tiến về phía tây, xây dựng quan hệ thông gia với các vệ Sa Châu và Xích Cân Mông Cổ, khiến những nơi này càng ngày càng xa rời nhà Minh. Sang năm 1445, Dã Tiên lôi kéo những nơi này tham chiến đánh Cáp Mật vệ (nay là Hami, Tân Cương). Thủ lĩnh Cáp Mật vệ cầu cứu nhà Minh nhưng không được cứu viện, buộc phải thần phục Dã Tiên. Phạm vi ảnh hưởng của Dã Tiên do đó mở rộng tới Triều Tiên ở phía Đông, phía Tây tới Tân Cương. Trước sự bành trướng nhanh chóng và mạnh mẽ, Dã Tiên trở thành mối đe dọa nghiêm trọng, đặc biệt trong mắt các đối thủ chính trị của Vương Chấn, vị thái giám đầy quyền lực trong triều đình nhà Minh trong những năm 1440. Tuy nhiên, vào thời điểm đó, Vương Chấn đang có qua lại với Dã Tiên. Không những không đưa ra bất kỳ biện pháp phòng thủ nào cho biên giới phía Bắc, ông còn chỉ đạo thân tín là Quách Kính, thái giám trấn thủ Đại Đồng, hàng năm sản xuất nhiều mũi tên thép để gửi tặng sứ thần Ngõa Lạt. Đáp lại, Dã Tiên hàng năm cũng tặng ngựa tốt và vật phẩm để hối lộ Vương Chấn và Quách Kính.
Trong quan hệ với Trung Quốc, người Mông Cổ chủ yếu mong muốn tự do thương mại, đặc biệt là việc trao đổi ngựa lấy trà, lụa và các mặt hàng xa xỉ khác. Tuy nhiên, triều đình nhà Minh áp đặt nhiều hạn chế nghiêm ngặt, chỉ cho phép giao thương tại một số thị trấn biên giới nhất định, với Đại Đồng là trung tâm chính. Khi quyền lực và ảnh hưởng của Dã Tiên ngày càng lớn, nhu cầu của ông đối với các loại hàng hóa này cũng gia tăng đáng kể. Để vỗ về Dã Tiên, triều đình nhà Minh đã nới lỏng các quy định thương mại, cho phép người Mông Cổ vượt rào quy định. Điều này dẫn đến làn sóng người Mông Cổ đổ về Đại Đồng vào cuối những năm 1440, với số lượng lên tới 2.000 người mỗi năm. Tuy nhiên, sự hiện diện của số lượng lớn kỵ binh vũ trang đã trở thành mối lo ngại nghiêm trọng về an ninh đối với chính quyền nhà Minh. Năm 1448, Dã Tiên cử đoàn sứ bộ gồm 2.524 người đến Bắc Kinh, nhưng khai không thành 3.598 người để lĩnh thêm đồ thưởng của nhà Minh. Hoạn quan Vương Chấn ra lệnh điều tra số lượng sứ bộ, lại thấy ngựa mang cống của Dã Tiên nhỏ gầy, bèn hạ giá ngựa đi, rồi giảm đồ ban thưởng xuống chỉ còn 1/5. Bên cạnh đó, Dã Tiên từng kỳ vọng thiết lập quan hệ thông gia với nhà Minh, nhưng triều đình liên tục trì hoãn và từ chối. Cảm thấy bị sỉ nhục và lợi ích bị xem thường, Dã Tiên đã lấy cớ để tập hợp lực lượng, chính thức khởi binh đánh nhà Minh.

## Diễn biến

### Dã Tiên ra quân

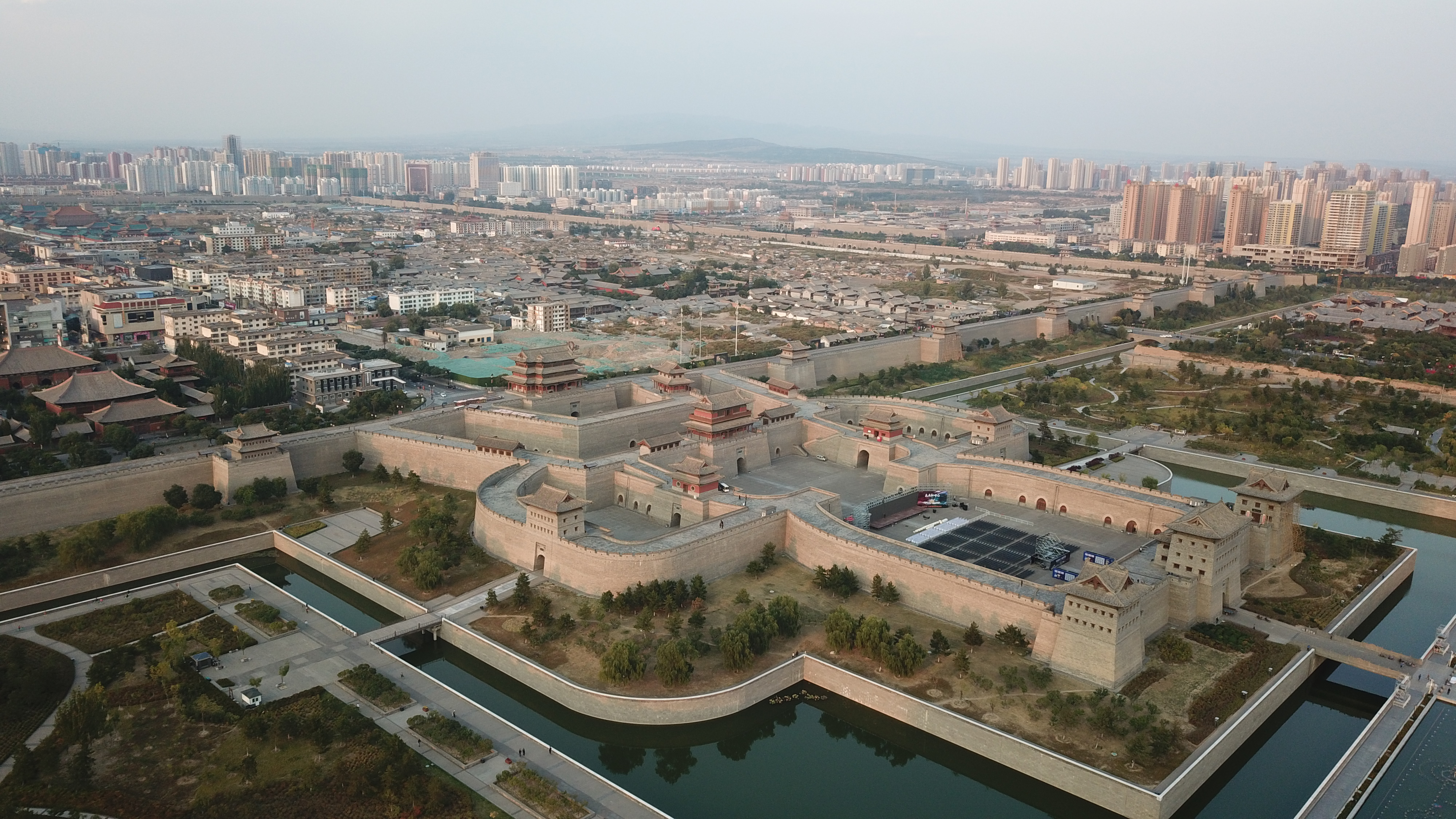
Không ảnh tường thành Đại Đồng vào năm 2019

Mùa hè năm 1449, Dã Tiên tập kết binh mã các nơi chuẩn bị tiến xuống phía nam. Tin truyền đến Bắc Kinh, Minh Anh Tông cử sứ đến các Tuyên Phủ, Đại Đồng chỉnh đốn quân bị để đối phó. Tuy nhiên trong triều vẫn có người lén lút mang vũ khí đổi lấy ngựa tốt của Dã Tiên. Tháng 7 năm 1449, Dã Tiên khởi binh chia làm 4 đường Nam chinh tiến vào Đại Minh. Khả hãn Thoát Thoát Bất Hoa lĩnh quân sở bộ cùng quân Ngột Lương Cáp đi theo đường phía Đông tấn công Liêu Đông. Đường phía Tây do một biệt tướng tấn công Cam Châu (Trường Dịch, Cam Túc). Cánh quân đi đường trung bộ do A Thích (Alag) thống lĩnh đánh Tuyên Phủ. Cánh quân còn lại cũng đi đường trung bộ do chính Dã Tiên chỉ huy, tấn công Đại Đồng. Mục tiêu chính của chiến dịch này là chiếm được các thành trì kiên cố như Tuyên Phủ và Đại Đồng, từ đó mở đường cho người Mông Cổ tự do tiến vào các vùng phía bắc Trung Quốc.
Ngày 20 tháng 7, sau khi tin tức về cuộc tấn công của quân Mông Cổ truyền đến Bắc Kinh, Minh Anh Tông lập tức cử Ngô Hạo cùng 3 thuộc tướng dẫn 4,5 vạn quân từ quân đồn trú Bắc Kinh tiến về Đại Đồng và Tuyên Phủ để bảo vệ biên giới. Ngô Hạo đụng độ Dã Tiên ở Miêu Nhi Trang bị đại bại và tử trận cùng 3 vạn quân. Minh Anh Tông sau đó điều tướng Tỉnh Nguyên mang 4 vạn quân ra cứu viện cũng bị tiêu diệt hoàn toàn. Ngày 30 tháng 7, quân Ngõa Lạt ồ ạt tấn công Đại Đồng. Trước tình thế nguy cấp, hoạn quan Vương Chấn thuyết phục Minh Anh Tông thân chinh, lấy tấm gương của Minh Thái Tổ và Minh Thành Tổ từng chinh phạt Mông Cổ để khích lệ. Tuy nhiên, Minh Anh Tông, vốn quen sống trong xa hoa và yêu thích các cuộc duyệt binh được tổ chức bởi thái giám Vương Chấn, nhưng chưa từng trải qua khổ ải chiến trường nên đã đơn giản hóa sự nghiêm trọng của tình hình. Lòng tự tin của ông càng được củng cố nhờ những chiến thắng gần đây của quân Minh trong các chiến dịch Lục Xuyên – Bình Miến và cuộc bình định nghĩa quân Đặng Mậu Kỳ. Ngoài ra, việc các hoàng đế trước, ngoại trừ Minh Huệ Đế, đều từng thân chinh dẫn quân ra trận cũng đủ để Vương Chấn thuyết phục Anh Tông thân chinh.
Người đầu tiên phản đối kế hoạch ngự giá thân chinh là Thượng thư bộ Binh Khoáng Dã và Hữu Thị lang Vu Khiêm. Họ cảnh báo rằng đây là một hành động mạo hiểm, tiềm ẩn nhiều nguy cơ khó lường. Thượng thư Bộ Lại Vương Trực cùng nhiều quan lại khác cũng đồng loạt dâng sớ can ngăn, cho rằng "việc biên cương bất ổn vốn đã có từ lâu", chỉ cần "tướng sĩ tận lực, nhất định có thể xoay chuyển cục diện". Họ đề xuất triều đình nên ưu tiên phòng thủ và khuyên Minh Anh Tông không nên thân chinh. Minh Anh Tông tuy lắng nghe và cảm ơn Vương Trực vì đã lo lắng, nhưng vẫn kiên quyết không thay đổi ý định. Nỗ lực ngăn cản cuối cùng đến từ một Giám sát Ngự sử, người đã liều mình ném thân trước xa giá hoàng đế khi đoàn quân rời khỏi kinh thành để phản đối, nhưng vẫn không lay chuyển được quyết định của nhà vua.

### Quân Minh phản công

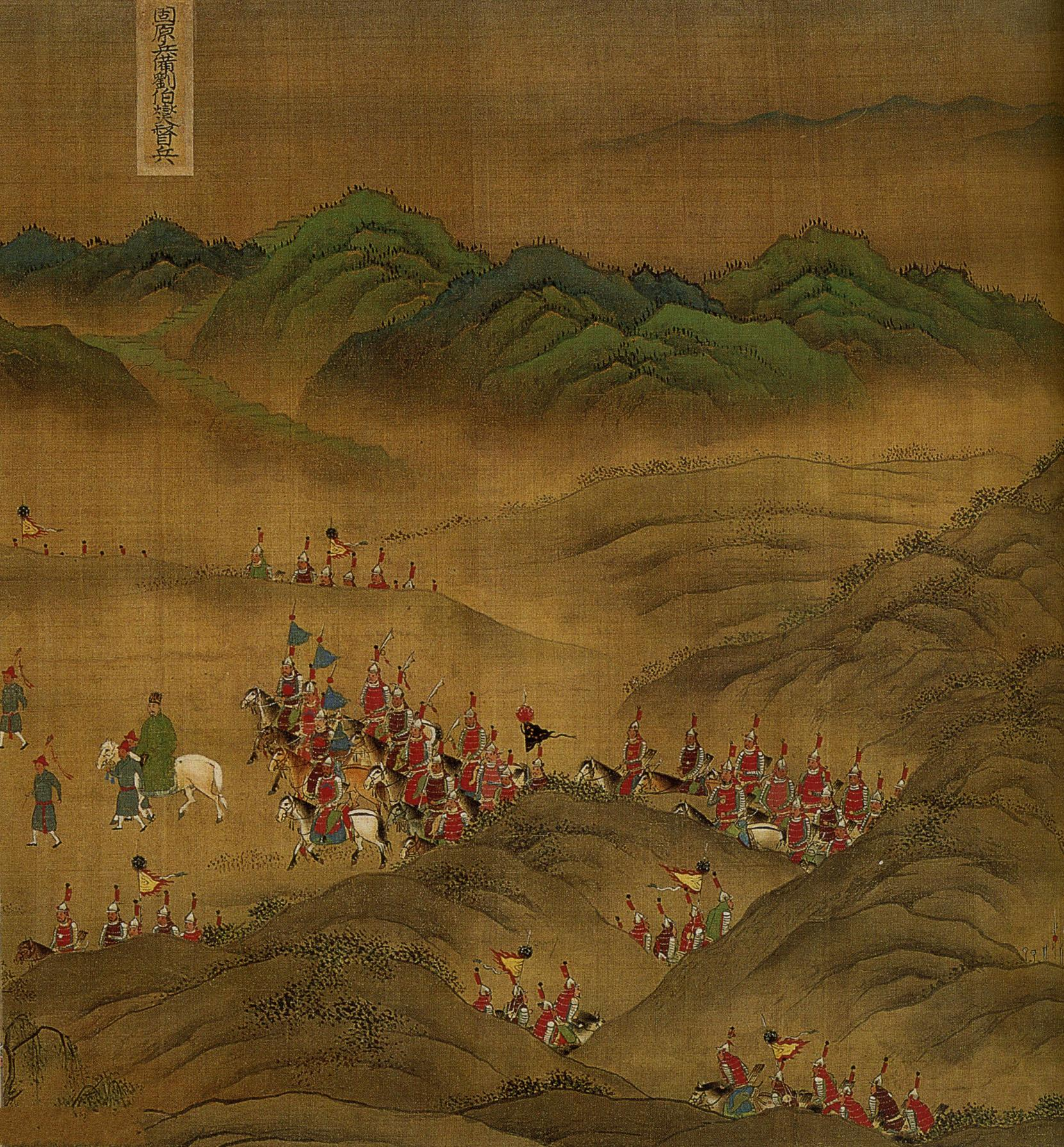
Kỵ binh nhà Minh, hình minh họa trích xuất từ bức Bình phiên đắc thắng đồ (平番得胜图) vẽ vào đời Vạn Lịch, mô tả cuộc bình định các bộ lạc du mục ở vùng Tây Bắc Trung Quốc.

Tình hình ngoài mặt trận ngày càng bất lợi cho quân Minh. Tại Tuyên Phủ, quân Ngõa Lạt bao vây nhiều ngày, khiến quân Minh bị cắt đứt nguồn nước. Ngày 3 tháng 8, Tổng đốc Đại Đồng Tống Anh, Phò mã Đô úy Cảnh Nguyên, Tổng binh Chu Miện và Tả Tham Tướng Thạch Hanh mỗi người dẫn 1 vạn quân đến phòng thủ tại Dương Hòa Khẩu và ngay lập tức đụng độ với quân Ngõa Lạt tại đây. Do sự can thiệp từ Thái giám Quách Kính, kế hoạch phòng thủ bị phá vỡ, quân Minh thất bại thảm hại. Tống Anh và Chu Miện tử trận, toàn quân bị tiêu diệt. Thạch Hanh thoát thân trở về Đại Đồng, còn Quách Kính phải trốn trong bụi cỏ để tránh bị giết.
Quân Ngõa Lạt tiếp tục đà thắng lợi, liên tiếp chiếm đóng các pháo đài vùng biên giới phía bắc. Nhiều báo cáo thất bại từ tiền tuyến liên tục được gửi về triều đình. Trước tình hình đó, Minh Anh Tông ban chiếu lệnh khẩn cấp tập hợp quân đội, chỉ trong hai ngày đã xuất binh tiến đánh Dã Tiên, bất chấp việc chưa nắm rõ vị trí chủ lực của quân Ngõa Lạt. Ông bổ nhiệm em trai là Thành vương Chu Kỳ Ngọc giữ vai trò giám sát triều chính tại kinh sư trong thời gian ông thân chinh. Chu Kỳ Ngọc được giao phó trách nhiệm cùng bốn đại diện từ các nhóm quyền lực lớn trong triều đình. Các đại diện này gồm Phò mã Tiêu Kính, con rể của Minh Nhân Tông, đại diện cho hoàng tộc; Kim Oánh, đứng đầu Tư lễ giám, thay thế Vương Chấn quản lý các công việc trong cung; Thượng thư bộ Lại Vương Trực, phụ trách chính sự và Đại học sĩ Cao Cốc. Triều đình quyết định tạm hoãn mọi công việc quan trọng chờ đến khi hoàng đế trở về.
Ngày 4 tháng 8 năm 1449, Minh Anh Tông khởi hành từ Bắc Kinh, hướng về Cư Dung quan. Mục tiêu của chiến dịch là tiến hành một cuộc hành quân nhanh chóng qua Tuyên Phủ và đến Đại Đồng, sau đó tiến sâu vào thảo nguyên và trở về Bắc Kinh bằng con đường phía nam. Tuyến đường này được chọn nhằm tránh gây thiệt hại lớn cho khu vực dọc theo đường Bắc Kinh–Tuyên Phủ–Đại Đồng, do quân đội sẽ đi qua hai lần. Hành trình trở về được dự kiến qua Úy Châu và Tử Kinh quan. Ngay từ đầu, trong hàng ngũ quân Minh đã xảy ra tình trạng cướp bóc lẫn nhau, gây ra sự hỗn loạn lớn. Thêm vào đó, mưa lớn kéo dài khiến quân sĩ mệt mỏi và tinh thần sa sút. Phải sau bảy ngày, ngày 11 tháng 8, họ mới đến được Tuyên Phủ. Trên đường đi, nhiều quan lại đã khuyên Anh Tông ngừng hành quân, cả ở Cư Dung quan và Tuyên Phủ, nhưng Vương Chấn vẫn kiên quyết tiếp tục. Sang tới ngày 12 tháng 8, một số quan lại đã manh nha ý định ám sát Vương Chấn nhằm cứu vãn tình thế và đưa hoàng đế hồi kinh, nhưng cuối cùng họ lại thiếu can đảm để biến kế hoạch này thành hiện thực.
Ngày 16 tháng 8, đoàn quân đến chiến trường tại Dương Hòa, nơi họ nhìn thấy thi thể của các binh sĩ trong trận chiến trước, khiến tinh thần quân lính suy sụp. Hai ngày sau, ngày 18 tháng 8, Minh Anh Tông đến Đại Đồng. Trên đường, số binh sĩ chết vì đói nhiều hơn so với giao tranh với quân Ngõa Lạt. Lúc bấy giờ, Dã Tiên đã rút quân về phía Bắc để chờ thời cơ. Vương Chấn ban đầu muốn phát lệnh bắc tiến, nhưng nhận được báo cáo từ các chỉ huy địa phương rằng việc tiếp tục chiến dịch vào thảo nguyên sẽ rất nguy hiểm. Nhận thấy tình hình không khả quan, Vương Chấn tuyên bố chiến dịch đã "thành công" mỹ mãn và ra lệnh rút quân vào ngày 20 tháng 8. Ban đầu, Vương Chấn dự định đi theo đường Tử Kinh quan, con đường ngắn nhất để nhanh chóng trở về kinh sư. Tuy nhiên, đây cũng là đường qua Úy Châu – quê nhà của Vương Chấn. Sau khi đi được 40 dặm, Vương Chấn thay đổi ý định vì lo sợ rằng đoàn quân đông tới 50 vạn người sẽ làm hư hại mùa màng ở quê nhà. Ông quyết định đổi hướng hành quân, chọn con đường cũ từ Tuyên Phủ trở về, kéo dài thời gian và gây hoang mang trong hàng ngũ binh sĩ.

### Thảm họa Thổ Mộc bảo
Dã Tiên, nhận thấy quân Minh đi đường vòng khiến hành trình kéo dài, đã dẫn quân từ phía bắc tới đón đường, chặn đánh. Thượng thư Bộ Binh Khoáng Dã đề xuất cử một lực lượng tinh nhuệ đi chặn hậu, trong khi xa giá hoàng đế nhanh chóng rút vào cửa ải. Tuy nhiên, Vương Chấn kiên quyết phản đối kế hoạch này. Ngày 27 tháng 8 năm 1449, Minh Anh Tông dẫn quân đến phía đông nam Tuyên Phủ, ngày hôm sau đóng tại thành Lôi Gia. Sáng ngày 30 tháng 8, khi quân Minh chuẩn bị hành quân tiếp, tin báo về việc quân của Dã Tiên đã áp sát. Anh Tông hạ lệnh dừng lại và dựng trại, cử Ngô Khắc Trung và Ngô Khắc Cần chỉ huy quân chặn hậu. Khi quân Ngõa Lạt tấn công, hai anh em họ Ngô cùng toàn bộ lực lượng chặn hậu đã tử trận. Chập tối, nhận tin thất bại, Anh Tông cử Chu Dũng và Tiết Phụ dẫn 40.000 quân ra ứng chiến. Tuy nhiên, đội quân này lại rơi vào ổ phục kích tại hẻm núi Diều Nhi, dẫn đến toàn quân bị tiêu diệt.
Quân Minh sau đó di chuyển đến thành Thổ Mộc (Thổ Mộc bảo), cách thành Hoài Lai khoảng 10,5 km về phía đông. Nhiều quan lại đề xuất di chuyển đến thành Hoài Lai để phòng thủ, nhưng Vương Chấn từ chối vì đoàn xe quân dụng chở hành lý vẫn chưa đến nơi. Ông hạ lệnh toàn quân đóng lại tại Thổ Mộc Bảo để chờ tiếp viện. Dù đóng quân trên địa hình cao, quân Minh không tìm được nguồn nước, khiến tình hình ngày càng nguy cấp. Dã Tiên nhanh chóng nắm bắt điểm yếu của quân Minh. Ông điều quân cắt đứt nguồn nước từ con sông phía nam Thổ Mộc Bảo. Đến sáng ngày 1 tháng 9, quân Ngõa Lạt đã bao vây hoàn toàn doanh trại của quân Minh. Dù có lời đề nghị đàm phán từ phía Dã Tiên, Vương Chấn vẫn từ chối và ra lệnh cho quân Minh tiến về phía sông trong trạng thái hỗn loạn. Trận chiến nổ ra giữa đội hình rối loạn của quân Minh và quân tiên phong của Ngõa Lạt, trong khi Dã Tiên không trực tiếp tham gia.
Dù chỉ có 20.000 quân Ngõa Lạt tham chiến, đội quân đói khát và kiệt sức của Minh không thể kháng cự hiệu quả. Quân Minh nhanh chóng bị đánh bại, quân Ngõa Lạt thu giữ được một lượng lớn vũ khí và trang bị, trong khi hàng chục vạn binh sĩ nhà Minh thiệt mạng. Các thương vong bao gồm nhiều quan chức cấp cao, như hai công tước, hai hầu tước, năm bá tước, cùng hàng trăm tướng lĩnh và quan lại khác. Những nhân vật nổi bật thiệt mạng có lão tướng Trương Phụ, Đại học sĩ Tào Nại và Trương Ích.
Trong lúc hỗn loạn, lực lượng cấm quân cố gắng đưa Minh Anh Tông rời khỏi chiến trường nhưng không thành công. Trong tình thế nguy cấp, một võ quan nổi giận và đánh chết Vương Chấn ngay tại chỗ. Sau đó, Minh Anh Tông bị bắt sống và đưa đến doanh trại của quân Ngõa Lạt gần Tuyên Phủ vào ngày 3 tháng 9. Dã Tiên, sau khi xác nhận danh tính thực sự của hoàng đế Đại Minh, đã quyết định giữ ông lại làm con tin và thông báo sự việc trên cho triều đình nhà Minh. Việc bắt giữ Minh Anh Tông đã trở thành một lợi thế lớn của Ngõa Lạt trong việc đe dọa và thương lượng với triều đình nhà Minh.

## Hậu quả
Trong sự biến Thổ Mộc bảo, quân Minh phải chịu một thất bại nghiêm trọng với tổn thất rất lớn về nhân sự. Nguyên nhân chính xuất phát từ sự chủ quan, thiếu chuẩn bị và khả năng chỉ huy hạn chế của Minh Anh Tông. Bản thân Dã Tiên cũng không ngờ rằng với lực lượng chưa đầy 5.000 kỵ binh, thuộc đội quân 20.000 người Ngõa Lạt tiến vào lãnh thổ nhà Minh, ông lại có thể giành được thắng lợi lớn đến như vậy. Hậu quả trực tiếp của thất bại này là việc Minh Anh Tông bị quân Ngõa Lạt bắt làm tù binh trong khoảng một năm, đẩy triều Minh vào một cuộc khủng hoảng chính trị nghiêm trọng. Dã Tiên ban đầu dự định lợi dụng việc bắt được Minh Anh Tông làm con tin để buộc nhà Minh nhượng bộ lãnh thổ và các thành trì.
Khi tin Anh Tông bị bắt truyền đến Bắc Kinh, kinh thành rơi vào tình trạng hỗn loạn do trong thành lúc đó chỉ còn khoảng 10 vạn quân và phần lớn là ngựa già yếu. Một số đại thần nhà Minh đã đề xuất phương án dời đô về phía nam để tránh thế tiến công của quân Ngõa Lạt, nhưng Binh bộ Thượng thư Vu Khiêm kiên quyết chủ trương tử thủ kinh sư. Trong tình thế khẩn cấp, Tôn Thái hậu quyết định lập em trai Anh Tông là Thành vương Chu Kỳ Ngọc lên ngôi hoàng đế, cải niên hiệu Cảnh Thái, tức Minh Đại Tông, đồng thời tôn Anh Tông làm Thái thượng hoàng.
Ngày 13 tháng 10 năm 1449 (ÂL), quân Ngõa Lạt tiến hành cuộc tấn công vào thành Bắc Kinh. Quân Minh dưới sự chỉ huy của Vu Khiêm tổ chức kháng cự quyết liệt. Vu Khiêm cự tuyệt các yêu sách của Dã Tiên và tiếp tục phòng thủ vững chắc. Dã Tiên cố gắng công phá Bắc Kinh trong nhiều tháng, kéo dài tới tận mùa xuân năm sau nhưng không thành công. Việc Minh Anh Tông bị quân Ngõa Lạt giữ làm con tin khiến quân Minh tuy có ưu thế quân số nhưng lại ngần ngại, chủ yếu chỉ phòng thủ mà không dám tổ chức phản công mạnh mẽ. Sau nhiều tháng bao vây hao tổn lực lượng, cộng thêm nguy cơ viện binh Minh từ các nơi kéo đến cắt đứt đường rút lui, ngày 15 tháng 1 Dã Tiên hạ lệnh lui quân về phía bắc.
Ý định sử dụng Minh Anh Tông làm đòn bẩy mở rộng thế lực của Dã Tiên sau đó thất bại. Năm 1450, ông buộc phải trả lại Anh Tông về nước. Triều đình nhà Minh khi đó gửi chiếu thư thông báo chính thức về việc Anh Tông bị bắt và việc Minh Đại Tông lên ngôi tới nhiều nước phiên thuộc. Trong đó, Đại Việt nhận được thông báo này vào ngày 19 tháng 7 năm 1451, dưới triều vua Lê Nhân Tông. Các nhà sử học sau này ghi nhận Đại Việt là nước chư hầu duy nhất ở Đông Nam Á được nhà Minh chính thức thông báo về sự kiện trên.
Dã Tiên sau đó bị chỉ trích vì không tận dụng hiệu quả chiến thắng tại Thổ Mộc bảo để củng cố và mở rộng lãnh thổ của Ngõa Lạt. Đến năm 1455, sáu năm sau sự kiện, ông bị ám sát. Sự biến Thổ Mộc bảo cũng được đánh giá là một bước ngoặt lớn trong lịch sử nhà Minh, đánh dấu sự chuyển giao từ thời kỳ sơ kỳ sang trung kỳ. Sau khi trở về kinh thành, triều Minh tiếp tục rơi vào tình trạng tranh đoạt quyền lực giữa Thái thượng hoàng Minh Anh Tông và tân đế Minh Đại Tông trong suốt bảy năm (1450–1457). Cuộc xung đột này kết thúc bằng sự kiện Đoạt môn chi biến năm 1457, đưa Minh Anh Tông trở lại ngai vàng.

## Cước chú
1. ↑  Dưới triều Minh Thành Tổ, do áp lực tài chính, triều đình Minh buộc phải từ bỏ hầu hết các đồn lũy ở khu vực nay là Nội Mông.[7] Một ngoại lệ là tại Khai Bình, nhưng nơi này bị cô lập và khó phòng thủ. Do đó, vào năm 1430, dưới triều Minh Tuyên Tông, lực lượng nhà Minh cuối cùng cũng chính thức rút khỏi nơi đây.[8]
2. ↑  Thoát Hoan không phải là hậu duệ của Thành Cát Tư Hãn, nên dù thực tế nắm quyền cai trị Mông Cổ, ông vẫn không thể trở thành Đại hãn.[11][12]
3. ↑  Các nhà sử học Denis C. Twitchett và Tilemann Grimm đề cập đến thông tin Vương Chấn bị thuộc hạ sát hại với sự dè dặt, chỉ nhắc đến điều này như "theo một số nguồn tin".[34]